# Philipp Felsch

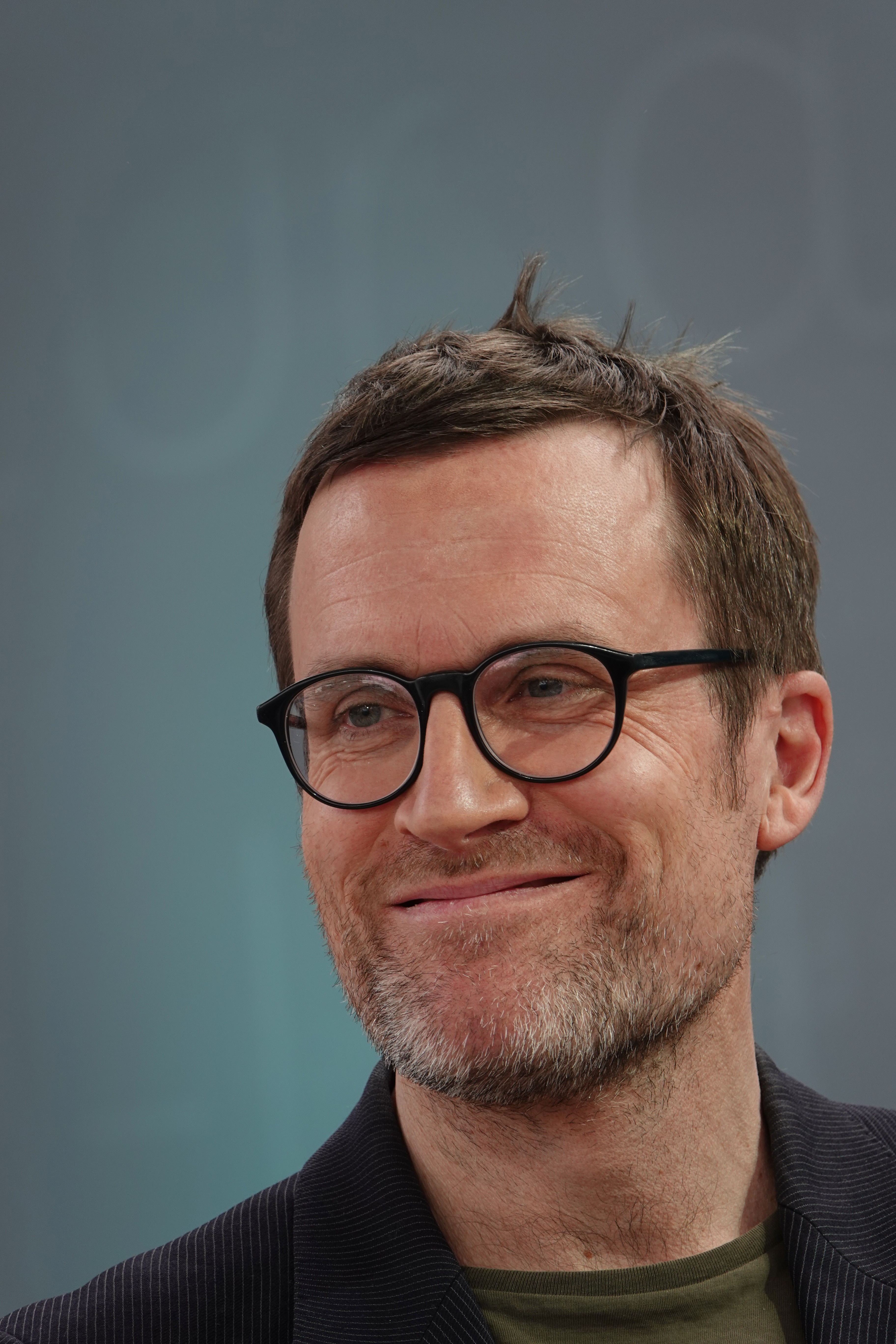
Philipp Felsch 2024

Philipp Felsch (* 1972 in Göttingen) ist ein deutscher Kulturwissenschaftler und Essayist.

## Leben
Philipp Felsch studierte Geschichte und Philosophie in Freiburg, Köln, Bologna und Berlin. Von 2002 bis 2005 erhielt er ein Stipendium des Max-Planck-Instituts für Wissenschaftsgeschichte in Berlin, es folgte ein Stipendium am Internationalen Forschungszentrum Kulturwissenschaften in Wien (2005–2007). 2006 wurde Felsch an der Universität Zürich mit einer Arbeit über physiologische Alpenreisen im 19. Jahrhundert promoviert. 2006/2007 kuratierte er die Ausstellung „Berge, eine unverständliche Leidenschaft“ in der Hofburg Innsbruck. Von 2006 bis 2011 war er als wissenschaftlicher Mitarbeiter an der Professur für Wissenschaftsforschung der ETH Zürich und des NFS Bildkritik „eikones“ tätig und Stipendiat des Schweizerischen Nationalfonds. Von 2011 bis 2017 war er Juniorprofessor für Geschichte der Humanwissenschaften am Institut für Kulturwissenschaften der Humboldt-Universität zu Berlin. Bis Februar 2018 war er Redakteur beim Philosophie Magazin. Im Wintersemester 2018 trat er die Professur für Kulturgeschichte an der Humboldt-Universität zu Berlin als Nachfolger von Thomas Macho an.

## Werk
Zu Felschs Forschungsschwerpunkten zählen die Wissenschaftsgeschichte der Alpen und die Geschichte der Kartografie vor allem im 19. Jahrhundert sowie die Geschichte der Theorie in der zweiten Hälfte des 20. Jahrhunderts.

### Der lange Sommer der Theorie(2015)
In seinem 2015 erschienenen Buch Der lange Sommer der Theorie. Geschichte einer Revolte 1960–1990 stellt Felsch die Geschichte des West-Berliner Merve-Verlags und seines Mitbegründers Peter Gente dar. Mit dem Buch erreichte Felsch ein breites Publikum. Das Buch sollte zunächst unter dem Titel Merve oder Was war Theorie im Verlag Philo Fine Arts erscheinen, kam dann jedoch beim Verlag C.H. Beck ohne den Verlagsnamen Merve heraus. Felsch beschreibt am Beispiel des Kleinverlags die Theorie als historische Gattung, die im Marxismus der 68er-Bewegung entsteht und sich in den 1980er Jahren als Kritische Theorie, Poststrukturalismus und Systemtheorie an den Universitäten und im Kunstbetrieb etabliert.
Als Methode für seine Studie nennt Felsch in der Einleitung den vom französischen Philosophen Michel Foucault geprägten Begriff der Ideenreportage in Abgrenzung zur Ideengeschichte. Der Titel Der lange Sommer der Theorie spielt auf Hans-Magnus Enzensbergers Buch Der kurze Sommer der Anarchie (1972) an. Enzensberger wird im Buch als Kritiker des Mediums Taschenbuch beschrieben. Felsch macht das Medium für den Erfolg der Gattung Theorie durch den Suhrkamp-Verlag und der edition suhrkamp seit den 1960er Jahren (insbesondere die Reihe „Theorie“) sowie die Merve-Bücher seit den 1970er Jahren maßgeblich verantwortlich. 
Michael Rutschky, dessen Zeitschrift Der Alltag von Felsch beschrieben wird, lobte das Buch in der Zeit. Die Zeitschrift für Kulturwissenschaften widmete dem Buch 2016 unter dem Titel Herbst der Theorie eine Debattensektion mit Beiträgen von Eva Horn, Diedrich Diederichsen, Hartmut Böhme, Karin Harrasser und Rembert Hüser. Der Germanist Arnd Wedemeyer kritisierte, Felschs Buch vernachlässige die Bedeutung von Frauen, insbesondere Heidi Paris, Luce Irigaray, Hélène Cixous und Julia Kristeva, für das Programm des Merve-Verlags sowie des Feminismus für die Geschichte der Theorie. Felsch stimmte der Kritik zu. Dass die Frauenbewegung nur am Rande vorkomme, sei eine Schwäche des Buchs.
2017 trat Felsch in einem gleichnamigen Film von Irene von Alberti als Gesprächspartner auf. Der Romanist Gerhard Poppenberg nimmt in seinem Buch Der Herbst der Theorie (2018) auf Felsch Bezug.

### BRD Noir(2016)
In einem 2016 erschienenen Gesprächsband mit dem Schriftsteller Frank Witzel prägte Felsch analog zum Genre Film noir den Begriff „BRD Noir“. Es handelt sich dabei um eine ästhetische Haltung der Gegenwartskultur gegenüber der alten Bundesrepublik, in der sich laut Felsch eine „schwarze Romantik“ artikuliere, der das Idyllische fernliege. BRD noir sei eine Weise, die Bonner Republik darzustellen, die nicht mehr „das Fade, sondern das Abgründige“ hervorhebt. Im Gegensatz zur Ostalgie, der verklärenden Haltung in Ostdeutschland gegenüber der DDR, liege dem BRD Noir das Idyllische fern.

## Sonstiges
Am 3. Mai 2025 moderierte er die Sendung Klassik-Pop-et cetera im Deutschlandfunk.

## Preise
2015 wurde Felsch mit dem Förderpreis zum Ernst-Robert-Curtius-Preis für Essayistik ausgezeichnet, 2017 erhielt er den Förderpreis des Hugo-Ball-Preises.

## Veröffentlichungen
Monografien
- Laborlandschaften. Physiologische Alpenreisen im 19. Jahrhundert. Wallstein, Göttingen 2007. ISBN 978-3-8353-0159-7 (Zugl.: Zürich, Univ., Diss., 2006).
- Wie August Petermann den Nordpol erfand. Luchterhand, München 2010.  ISBN 978-3-630-62178-4.
- Der lange Sommer der Theorie. Geschichte einer Revolte 1960–1990. C. H. Beck, München 2015. ISBN 978-3-406-66853-1.
  - englisch Übersetzung: Summer of Theory: A History of Rebellion 1960-1990. Polity Press, Newark 2021, ISBN 978-1-509-53985-7.
- mit Frank Witzel: BRD Noir. Matthes & Seitz, Berlin 2016, ISBN 978-3-95757-276-9.
- Wie Nietzsche aus der Kälte kam. Geschichte einer Rettung. C. H. Beck, München 2022, ISBN 978-3-406-77701-1.
  - englisch Übersetzung: How Nietzsche Came in From the Cold: Tale of a Redemption (Translated by Daniel Bowles). ISBN 978-1-509-55762-2. March 2024. Polity. 264S.
- Der Philosoph. Habermas und wir. Propyläen, Berlin 2024, ISBN 978-3-549-10070-7.[16]

Sammelbände
- mit Charlotte Bigg und David Aubin: The Laboratory of Nature – Science in the Mountains. Themenheft der Zeitschrift Science in Context 22 (2009)/3.
- Berge, eine unverständliche Leidenschaft. Buch zur Ausstellung des Alpenverein-Museums in der Hofburg Innsbruck, 2. Auflage. Folio, Wien-Bozen 2008 (mit Beat Gugger und Gabriele Rath).

Aufsätze (Auswahl)
- Aufsteigesysteme 1800 • 1900, in: Nach Feierabend. Zürcher Jahrbuch für Wissensgeschichte 1 (2005), S. 15–32.
- Über die Baumgrenze gehen. Vom Erhabenen zur Ermüdung, in: Wespennest. Zeitschrift für brauchbare Texte und Bilder, Nr. 147 (2007), S. 62–64.
- Nach oben. Zur Topologie von Arbeit und Ermüdung im 19. Jahrhundert, in: Thomas Brandstetter und Christof Windgätter (Hg.): Zeichen der Kraft. Wissensformationen 1800–1900, Berlin 2008, S. 141–169.
- Merves Lachen, in: Zeitschrift für Ideengeschichte, 2. 4 (2008), S. 11–30.
- Der arktische Konjunktiv. Auf der Suche nach eisfreien Polarmeer, in: Osteuropa, 61.2/3 (2011), S. 9–20.
- Humboldts Söhne. Das paradigmatische / epigonale Leben der Brüder Schlagintweit, in: Michael Neumann (Hg.): Magie der Geschichten. Schreiben, Forschen und Reisen in der zweiten Hälfte des 19. Jahrhunderts, Konstanz 2011.
- Theoriedesign nach dem Deutschen Herbst, in: Merkur, Heft 9, September 2014.